# Nová Ves nad Žitavou
Nová Ves nad Žitavou – wieś i gmina (obec) w powiecie Nitra, w kraju nitrzańskim na Słowacji. Znajduje się nad rzeką Žitava na Nizinie Naddunajskiej, w kierunku na wschód od miasta Nitra.
Zabudowa wsi w formie dużej ulicówki ciągnie się w linii z północnego wschodu na południowy zachód wzdłuż prawego brzegu rzeki, ograniczona od drugiej strony linią kolejową Zlaté Moravce–Šurany. Środkiem wsi biegnie droga nr 511 na odcinku Tesárske Mlyňany–Vráble.